# Michael L. Johnson
| (66671) Sfasu   | 15 octobre 1999 |
| (70449) Gruebel | 15 octobre 1999 |

Michael L. Johnson est un astronome américain.

## Biographie
Il est diplômé en astronomie en 2003 de l'Université d'État Stephen F. Austin.
Le Centre des planètes mineures le crédite de la découverte de deux astéroïdes, effectuée au cours de l'année 1999 avec la collaboration de Dan Bruton.